# Слобожанец (трактор)
«Слобожа́нец» — семейство тракторов и специальной техники на их базе производства Слобожанской промышленной компании (Харьков). Выпускаются с 2004 года . Наиболее распространённые и известные модели — ХТА-200-10, ХТА-220-2,ХТА-200-02М и ХТА-250-10. У тракторов серии колёсный ход, швеллерная клёпаная шарнирно-сочленённая рама и дизельный двигатель мощностью 180—265 л. с. Тяговый класс — 3—5.

## Назначение
Тракторы предназначены для работ с навесными, полунавесными и прицепными гидрофицированными машинами и орудиями на: пахоте, дисковании, сплошной культивации, бороновании, закрытии влаги, предпосевной обработке почвы, посеве, уборочных, землеройных, дорожно-строительных работах и для выполнения транспортных работ с прицепами и полуприцепами на магистральных дорогах и в условиях бездорожья. 
Тракторы также используются в качестве базы для дорожно-строительных машин и машин для лесной промышленности. 
.

## Особенности конструкции
Тракторы серии ХТА-200-10, ХТА-220-2 и ХТА-250-10 имеют переднее расположение двигателя. К двигателю крепится коробка передач, над ней располагается кабина. Коробка передач имеет несколько режимов (транспортный, рабочий, тяговый, задний ход), в каждом из которых 3-4 передачи, которые переключаются гидромуфтами без разрыва потока мощности (без остановки, в движении, под нагрузкой). В конечных передачах (на ведущих мостах) применены планетарные редукторы.
Тракторы серии ХТА-200-02М и ХТА-200-06 имеют заднее расположение двигателя.
Тракторы серии ХТА-300 имеют три ведущих моста.

## Модельный ряд

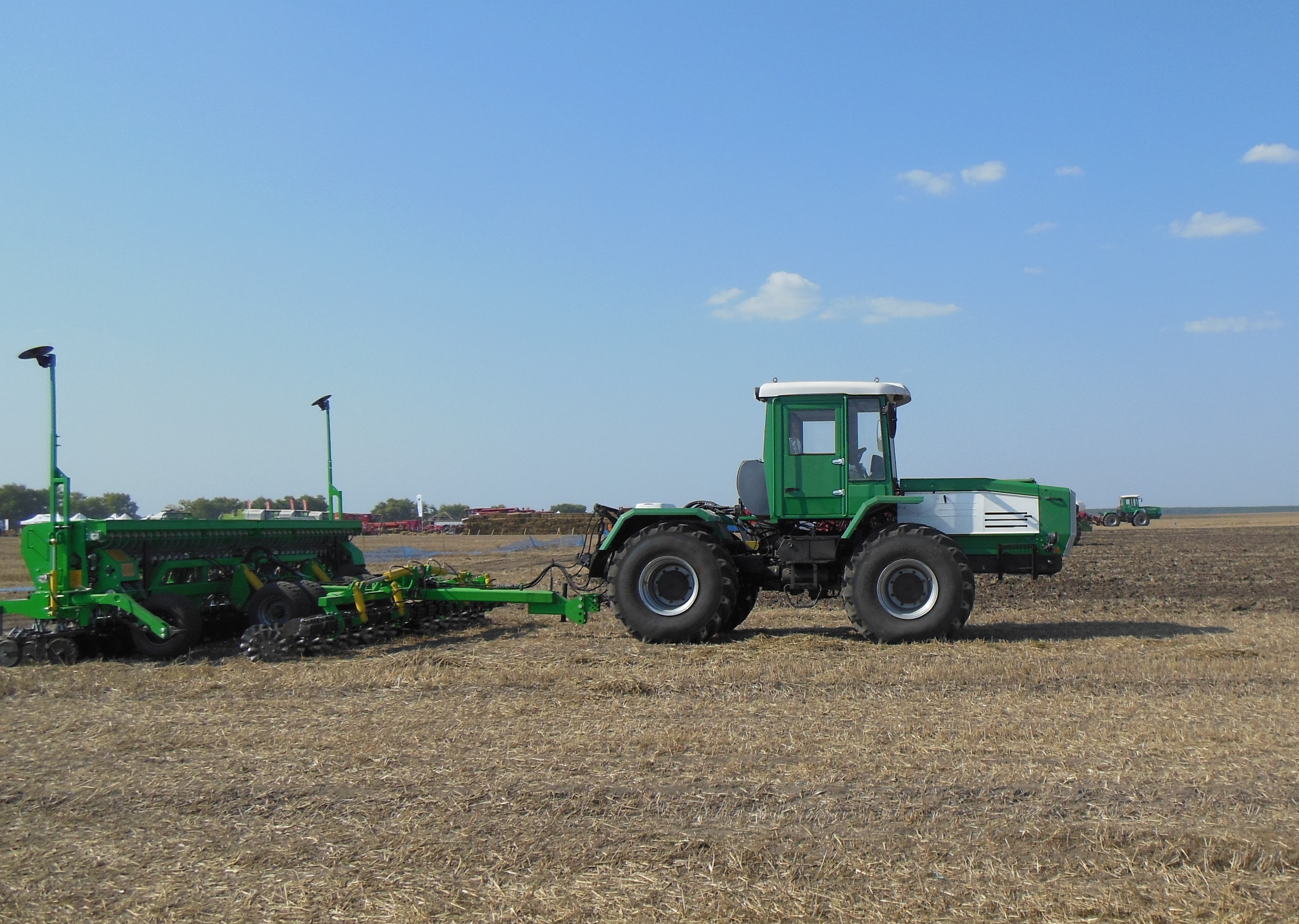
Трактор ХТА-200 серии "Слобожанец"

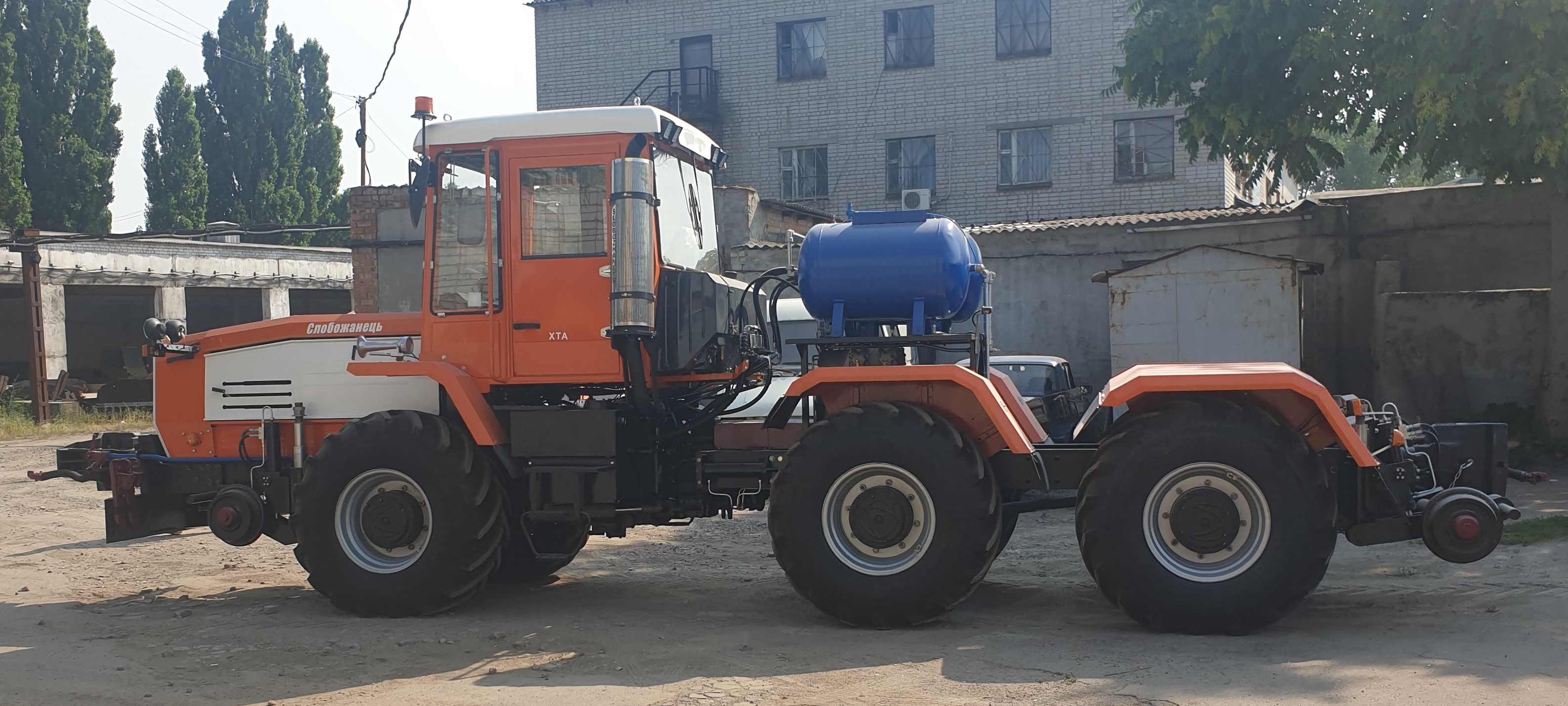
Трёхосный трактор серии «Слобожанец» ХТА-300-03

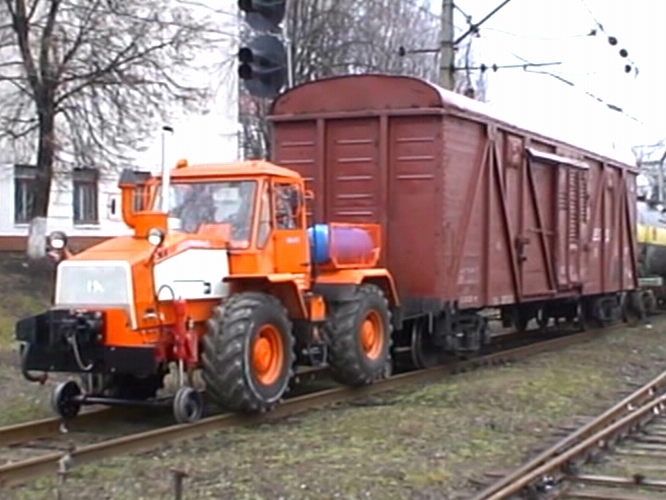
ММТ-2 на основе трактора ХТА-220

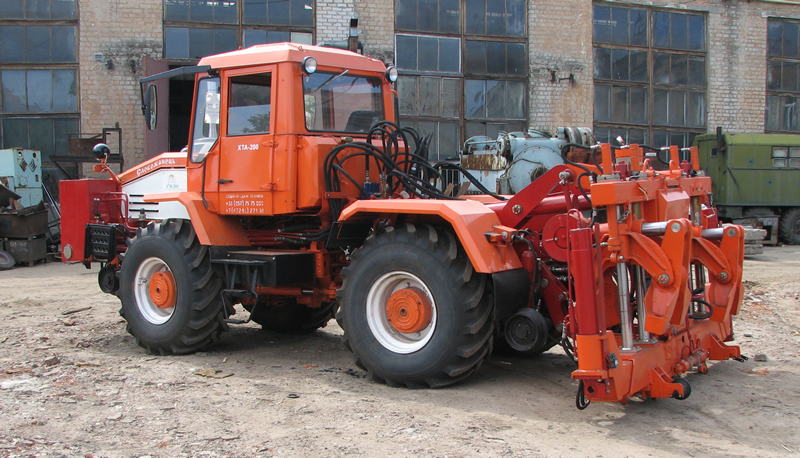
УПМ-1

- ХТА-200-10 — колёсный сельскохозяйственный универсальный трактор 3—4-го тягового класса, с задним навесным устройством и ВОМ, кабина с кондиционером и аудиосистемой, коробка с переключением передач на ходу, без разрыва потока мощности;
- ХТА-200-02М —трактор c фронтальным навесным устройством и фронтальным ВОМ. Двигатель расположен позади кабины. Предназначен для работы с устройствами, которые располагаются спереди трактора (лесотехнические измельчители (мульчеры), роторные снегоочистители, бульдозерные отвалы и пр.) Имеет фронтальное навесное устройство кат.3 грузоподъемностью 6т (на оси подвеса), защитные сетки стекол кабины, фар, радиатора;
- ХТА-220-2 — сходный по характеристикам с ХТА-200-10;
- ХТА-250-10, −21,-23,-30 —колёсный сельскохозяйственный универсальный трактор 4-го тягового класса, с передним (опция) и задним крюковым навесным устройством и ВОМ, рама с усиленным вертикальным шарниром сочленения полурам, кабина с кондиционером и аудиосистемой, коробка переключения передач с гидроподжимными муфтами с фрикционными дисками, с двенадцатью передачами переднего хода и четырьмя — заднего, гидросистема навесного устройства с четырёхсекционным распределителем;
- Трактора ХТА-250-21 оснащается двигателем BF06M1013FC (Deutz AG) мощностью 256 л. с.;
- Трактора ХТА-250-23 оснащается двигателем TAD841VE (АВ VOLVO PENTA) мощностью 252 л. с.;
- Трактора ХТА-250-30 оснащается двигателем NEF 67ENTX20.00 (FPT Industrial S.p.A) мощностью 238 л. с.;
- ХТА-300-03 — колёсный трактор 5-го тягового класса, предназначен для работы с комплексами прямого сева, работы по технологии «тяни-толкай»: пахоты, дискового боронования, может использоваться как база для крана, погрузчика, экскаватора, манипулятора, миксера, размещения бункеров объёмом до 16 м³ и весом до 12 т, железнодорожной путевой машины или маневрового мотовоза.

## Специальные машины на базе тракторов «Слобожанец»
На базе тракторов «Слобожанец» серий ХТА-200, ХТА-220, ХТА-250 производится ряд специальных машин, предназначенных для работы в различных отраслях народного хозяйства:
- Колёсный тягач с седельным устройством;
- Лесопромышленный трактор и трелёвочная машина ХТА-200 и ЛТ-157;
- Траншейные экскаваторы БТ-150, ЭТЦ-200, ПЗМ-2;
- Маневровый мотовоз ММТ-2, ММТ-3;
- Универсальная путевая машина УПМ-1М и пр.

Тракторы серий ХТА-200 и ХТА-220 агрегатируются бульдозерным оборудованием, бурильно-крановыми машинами, тракторы ХТА-200-02М оснащаются лесотехническими измельчителями (мульчерами), телескопическими измельчителями, цепными кусторезами, роторными снегоочистителями, поворотными бульдозерными отвалами, ХТА-200-06 — ковшами для погрузки сахарной свеклы, челюстными захватами, поворотными бульдозерными отвалами, роторными снегоочистителями.

## Международное сотрудничество
С 2009 года крупноузловая сборка «Слобожанцев» была освоена предприятием "Агроимпорт-Техник плюс",  г. Шебекино Белгородской области.
В 2010 году они были представлены на выставке «Золотая Нива»..